# هاك (سلسلة ألعاب فيديو)
هاك هي سلسلة العاب فيديو من نوع لعبة أكشن تقمص الأدوارالفردية، وطورت لتناسب نظام بلاي ستيشن 2 بواسطة شركة سيبر كونيكت 2 ونشرتها بانداي.تتميز الالعاب الاربعة جميعها، هاك //
انفليكشن (العدوى)، هاك// ميوتيشن (طفرة)، هاك//أوتبريك (تفشي)، هاك// كورانتين (الحَجْر)، «بقصة ضمن قصة» وهي لعبة تقمص الأدوار كثيفة اللاعبين على الإنترنت(MMORPG) تسمى العالم (THE WORLD)  والتي لا تتطلب من اللاعب الاتصال بالإنترنت. يمكن للاعبين نقل شخصياتهم وبياناتهم بين الألعاب في السلسلة. تأتي كل لعبة مع قرص DVD إضافي يحتوي على حلقة من هاك/لايمانليتي، المصاحبة لسلسلة الرسوم المتحركة الأصلية للفيديو(أوفا) التي توضح الأحداث الخيالية التي تحدث بالتزامن مع الألعاب.
الألعاب هي جزء من علامة تجارية اعلامية تدعى بروجيكت.هاك Project .hack، والذي يستكشف الأصول الغامضة للعالم (The World). تدور الأحداث بعد أحداث مسلسل الأنمي.هاك//علامة، وتركز الألعاب على شخصية لاعب يُدعى Kite وسعيه لاكتشاف سبب إصابة بعض المستخدمين بالغيبوبة في العالم الحقيقي نتيجة لعبهم The World. ويتطور البحث إلى تحقيق أعمق في اللعبة وآثارها على استقرار الإنترنت.
قدم النقاد للسلسلة مراجعات مختلطة. وتم الإشادة بإعداداتها الفريدة والحفاظ على تعطيل عدم المصداقية، إضافة إلى تصاميم الشخصيات.ومع ذلك، تعرضت للنقد بسبب سرعة السرد المتفاوتة وعدم تحقق التحسين بين الألعاب في السلسلة. أدى النجاح التجاري للامتياز إلى إنتاج.هاك//فراغمينت - نسخة جديدة من السلسلة ويابانية فقط مع إمكانات عبر الإنترنت – وهاك//جي.يو، وهي ثلاثية أخرى لألعاب الفيديو تم إصدارها من أجل بلاي ستيشن 2 بين عامي 2006 و 2007. تم استحداث لعبة فيديو جديدة من دوت هاك جي يو لجهاز بلاي ستيشن 4 ومايكروسوفت ويندوز في عام 2017، بعنوان هاك//جي. يو. لاست ريكود.

## طريقة اللعب
تحاكي لعبة هاك نوع MMORPG ؛ حيث يتولى اللاعبون دور أحد المشاركين في لعبة خيالية تسمى العالم (The World). يتحكم اللاعب في شخصية الاعب كيت الظاهرة على الشاشة من منظور الشخص الثالث، ولكن وضع الشخص الأول متاح. ويتحكم اللاعب يدويًا في منظور العرض باستخدام وحدة التحكم في اللعبة. وداخل اللعبة الخيالية، يستكشف اللاعبون الحقول والأبراج المحصنة التي تنتشر فيها الوحوش، و «مدن الرئيسية» الخالية من القتال. يمكنهم أيضًا تسجيل الخروج من The World والعودة إلى واجهة سطح مكتب الكمبيوتر والتي تتضمن البريد الإلكتروني داخل اللعبة والأخبار ولوحات الرسائل وخيارات تخصيص موسيقى سطح المكتب والخلفية. يمكن للاعب حفظ اللعبة على بطاقة ذاكرة من سطح المكتب ومن داخل العالم The World في متجر حفظ Save Shop. تظهرالبيانات على ملف الحفظ بعد أن يكمل اللاعب اللعبة، مما يسمح بنقل جميع جوانب شخصية اللاعب واعضاء الفريق إلى اللعبة التالية في السلسلة.
«المدن الرئيسة» هي مناطق غير قتالية من العالم حيث يمكن للاعب إعادة ضبط المواد، وشراء المعدات، أو الدردشة والمتاجرة مع اللاعبين الآخرين من العالم. في العديد من المدن، قد يقوم اللاعب أيضًا بتربية مخلوق واعي يشبه الخنازير يسمى جرونتي، والذي يمكن أن يركب في الميادين وفي الألعاب اللاحقة للتنافس على الجوائز. وتستخدم بوابة زرقاء تسمى بوابة الفوضى (كايوس غيت) للتنقل بين المدن (تسمى «الخوادم») والوصول إلى الميادين الأبراج حيث تقع المعارك. يتحكم نظام كلمة المرور المكون من ثلاث كلمات في خصائص كل منطقة؛ فتتغير سمات مثل انتشار الوحوش أو العناصر اعتمادًا على خصائص كل كلمة في عبارة كلمة المرور. بعض المناطق ذات الصلة بالاحداث الدخول اليها مقيد ولكن شخصية اللاعب لديها قدرة تسمى «اختراق البوابة» التي تسمح له بالوصول إلى هذه المناطق باستخدام «نوى الفيروسات» التي تم الحصول عليها من خلال (داتا دراين).

## الحبكة

### الإعداد
تم تعيين العاب هاك في جدول زمني بديل للارض، في عام 2010. وبعد أن يصطدم فيروس حاسوبي يدعى «قبلة بلوتو/بلوتوس كيس» بكل حاسوب تقريبا في العالم، يغلق الوصول إلى الإنترنت أمام عامة الناس لمعالجة المخاوف الأمنية. بعد عامين من عدم وجود الإنترنت والألعاب عبر الإنترنت، تم إصدار لعبة MMORPG تسمى The World. تصبح اللعبة الأكثر شعبية على الإنترنت على الإطلاق مع أكثر من 20 مليون لاعب فريد. قبل الأحداث المصورة في ألعاب هاك بقليل، أصبح عدد من المستخدمين في غيبوبة نتيجة لعب العالمThe World. ومع ذلك، يلقي المطورون باللوم في وضعهم على إرهاب الكتروني.
تم تطوير العالم من قبل مبرمج ألماني يدعى هارالد هويرويك؛ وتستند خلفيتها إلى إيبيتابي تويلايت، وهي قصيدة ملحمية من تأليف إيما ويلانت. ألهم موتها (هيورويك) لإنشاء اللعبة.و يتم ترميز عناصر القصيدة في برمجة اللعبة. إن الهدف الخفي من لعبة هيورويك يتلخص في تطوير ذكاء عام اصطناعي، القادر على اتخاذ القرارات لنفسه. وتحقيقاً لهذه الغاية، أدخل هورويك وظائف في النظام الذي يعمل على مراقبة واستخراج البيانات السلوكية من الملايين من لاعبي اللعبة للمساعدة في عملية التعلم الخاصة بالذكاء الاصطناعي. بعد وفاة هيورويك، أصبحت هذه القطع من الشفرة صناديق سوداء للمطورين الحاليين، الذين لا يستطيعون فهم هدفهم، ومع ذلك فهي حاسمة لعمل اللعبة بشكل صحيح.

### الشخصيات
البطل الرئيسي لـ «هاك» هو «كيت»، وهو لاعب جديد في «العالم» الذي يصبح صديقه «أوركا» في غيبوبة في ظروف غامضة. ينضم إلي كيت ما يقرب من عشرين لاعبًا آخر في سعيه لحل لغز ضحايا الغيبوبة. واللاعبون الذين لديهم التأثير الأكبر على نجاح مهمة كيت هم بلاك روز، وهو زميل مبتدئ في «العالم» حيث شقيقه أيضًا في غيبوبة؛ وبالمونج، اللاعب الأسطوري الذي يسعى إلى القضاء على مصادر الفساد في اللعبة التي يحبها؛ وايسمان، وسيط معلومات الذي يصبح استراتيجي رئيسي لفريق كيت. كما ساعدت هيلبا، وهي مخترقة محترفة، وليوس، وهو مديرمتردد للنظام، في هدف كيت لإنقاذ ضحايا الغيبوبة. وتلعب شخصيتان غير بشريتين أدواراً مهمة في القصة: تسعى أورا إلى إكمال نموها نموها إلى الذكاء الاصطناعي المطلق، في حين تعمل مورجانا، وهي الذكاء الاصطناعي التي تمردت ضد مهمتها المتمثلة في رعاية أورا، باعتبارها خصم أساسي خفي.

### القصة
في لعبة هاك//انفيكشين، يدعى كيت من قبل صديقه أوركا للعب «العالم». في البرج الأول الذي يزوروه يقابلون فتاة بيضاء (أورا) مطاردة من قبل وحش شبيه بالبشر. تحاول أورا أن تعهد إلى أوركا بشيء يسمى «كتاب الشفق»، ولكن الوحش يهاجمه، ويحطم خوادم العالم. يكتشف لاعب كيت أن ياسوهيكو، لاعب أوركا، سقط في غيبوبة بعد الهجوم، ويقرر اكتشاف السبب. يلتقي كيت ببلاك روز، التي تأخذه إلى كاتدرائية حيث يهاجمهم مبارز مقطوع الرأس. يظهر اللاعب الأسطوري بالمونج ويهزمه، لكن الوحش يعيد إحياء نفسه باعتباره جرثومة بيانات.ثم ينشط كتاب الشفق، ويغير بيانات شخصية كيت ويعطيه سوار الشفق. يستخدم استنزاف البيانات (داتا دراين) الخاص به لتصحيح رمز المبارز، مما يسمح لبالمونج بقتله. يتهم بالمونج كيت بالتسبب في انتشار العدوى الفيروسية عبر اللعبة، ويغادر. ويقرر كيت وبلاك روز التعاون لمساعدة ضحايا الغيبوبة. بعد التحقيق في عدد من الخيوط، يتعقب كيت وبلاك روز سكيث، وهو المخلوق الذي وضع أوركا في غيبوبة.ومن ثم يهزمون سكيث.ولكن تجتذب بقايا سكيث عدوًا أكبر بكثير اسمه كوبيا، الذي يهزم كايت.ومن ثم تقود هيلبا كوبيا بعيدًا.
في لعبة هاك// ميوتيشن (طفرة)، يقابل كيت وبلاك روز مدير النظام لويس الذي يعلن أن سوار كيت هو اختراق غير قانوني. يحاول حذف بيانات شخصية كيت، لكنه يفشل بسبب تشفير بيانات كيت بواسطة كتاب الشفق (توايلايت). تتدخل (هيلبا)، وتقنع (ليوس) بمراقبة (كيت) في الوقت الحالي. ويوجههم ليوس إلى منطقة يجدون فيها إينيس، وهو وحش يتمتع بقدرات مماثلة لقوى سكيث. بعد هزيمة اينيس، يتلقى كيت رسالة بريد الكتروني من أورا، والتي تكشف أنها ذكاء اصطناعي . يسافرون إلى منطقة لمقابلتها؛ لكن كوبيا يهاجمهم ويصدون الوحش بصعوبة. خلال فترة قصيرة، يتصلون بوايزمان والذي كان مفتونًا بسوار كيت، فيقترح عليهم أن سكيث واينيس يعتمدان على «الموجة الملعونة/كورست ويف»، وهي قوة عدائية ظهرت في قصيدة (ابيتاف توايلايت)، والتي يستند اليها العالم. يساعدهم وايزمان في منحهم حق الوصول إلى الأحياء الفقيرة (نت سلام)، وهو مكان يُعرف باسم الجنة للمتسللين والذكاء الاصطناعي المتجولين. عند وصولهم، يهاجمهم وحش آخر من «الموجة الملعونة» يُدعى ماجوس. يهزمونه ويعودون إلى مدينة الرئيسة، حيث يكتشفون أن فيروس الكمبيوتر قد انتشر إلى الخوادم الرئيسية في «العالم» وفي العالم الحقيقي.
في لعبة هاك//أوتبريك (تفشي)، يدرك بالمونج أنه لا يستطيع إنهاء الموقف بمفرده، وينضم إلى تحقيق كيت. تخبر بلاك روز كيت أن شقيقها دخل في غيبوبة في ظل ظروف مشابهة لما حدث مغ أوركا، الأمر الذي يجدد تصميم كلا الشخصيتين. يصوغ وايزمان خطة لمحاربة الموجة الملعونة، مستعينًا بمساعدة هيلبا. يدمر عملهم الجماعي وحش الموج فيدشيل، لكن تداعياته تسببت في تعطل الشبكات في العالم الحقيقي. تتصل أورا بكيت مرة أخرى، لكن اجتماعهم توقف بسبب ظهور كوبيا مرة أخرى. يوافق ليوس، الذي يراقب قوة كوبيا، على الانضمام إلى كايت وهيلبا والآخرين لمحاربة الموجة الملعونة. في العملية الناتجة عن ذلك، يقوم الفريق بتجميع مواردهم لهزيمة وحش موجة آخر يدعى غوري، دون أي تداعيات في العالم الحقيقي.
في لعبة هاك// كورانتين (الحَجْر)، يرى أن الخادم الحالي أصبح غير مستقر بشكل متزايد. لإصلاح المشكلة استبدلته هيلبا بنسخة من الأحياء الفقيرة (نت سليم). في الجزء السفلي من البرج، يلتقي كيت مع ميا، عضو في فريقه. اكتشف أن ميا هو في الواقع وحش آخر من وحش الموجة الملعونة يدعى ماشا، والذي هزمه على مضض. في هذه الأثناء، تزداد قوة كوبيا، وبالكاد يتصدى فريق كيت لهجومه الأخير. في المقابل، نجحت عملية أوركا حيث قاموا بتدمير تارفوس، وحش الموجة التالي. يسعى كيت للحصول على مشورة هارالد هيورويك، بتكر اللعبة الذي نجا بعد الموت من خلال تجسيداته في الذكاء الاصطناعي. تظهر أورا وتلمح إلى أن كوبيا هو «ظل» سوار كيت التوايلايت. نصب كوبيا كمينا لهم ودمر الذكاء الاصطناعي هارالد. في معركتهم الأخيرة، يتذكر كيت تلميح أورا فتقوم بلاك روز بتدمير السوار، مما تسبب في تلاشي كوبيا. بدون السوار، نصب عضو الموجة الأخير، كوربينيك، كمينًا للفرقة في الاحياء الفقيرة للبلدة الرئيسة. بمساعدة أرواح ضحايا الغيبوبة، يخترق كيت حاجز كوربينيك. تضحي أورا بنفسها لإنهاء المعركة، وإعادة الشبكة إلى وضعها الطبيعي وإحياء جميع ضحايا الغيبوبة.

## روابط خارجية
- dot hack official site

- Project .hack official site باللغة اليابانية